# Samtgemeinde Rehden
Rehden is een samtgemeinde in de Duitse deelstaat Nedersaksen. Het is een samenwerkingsverband tussen vijf kleine gemeenten in het zuiden van het Landkreis Diepholz. Het bestuur is gevestigd in de gemeente Rehden, en wel in het dorp van die naam.

## Deelnemende gemeenten
- Barver (1.108 inwoners per 31 december 2017)
- Dickel (465)
- Hemsloh (575)
- Rehden (2.153)
- Wetschen (1.788); incl. de gehuchten Wetscherhardt en Spreckel.

Totale bevolking: 6.089 personen.
De meeste christenen in de gemeente zijn evangelisch-luthers.
| Situering: | 1. Barver 2. Dickel 3. Hemsloh 4. Rehden 5. Wetschen |

## Ligging, economie, verkeer, vervoer

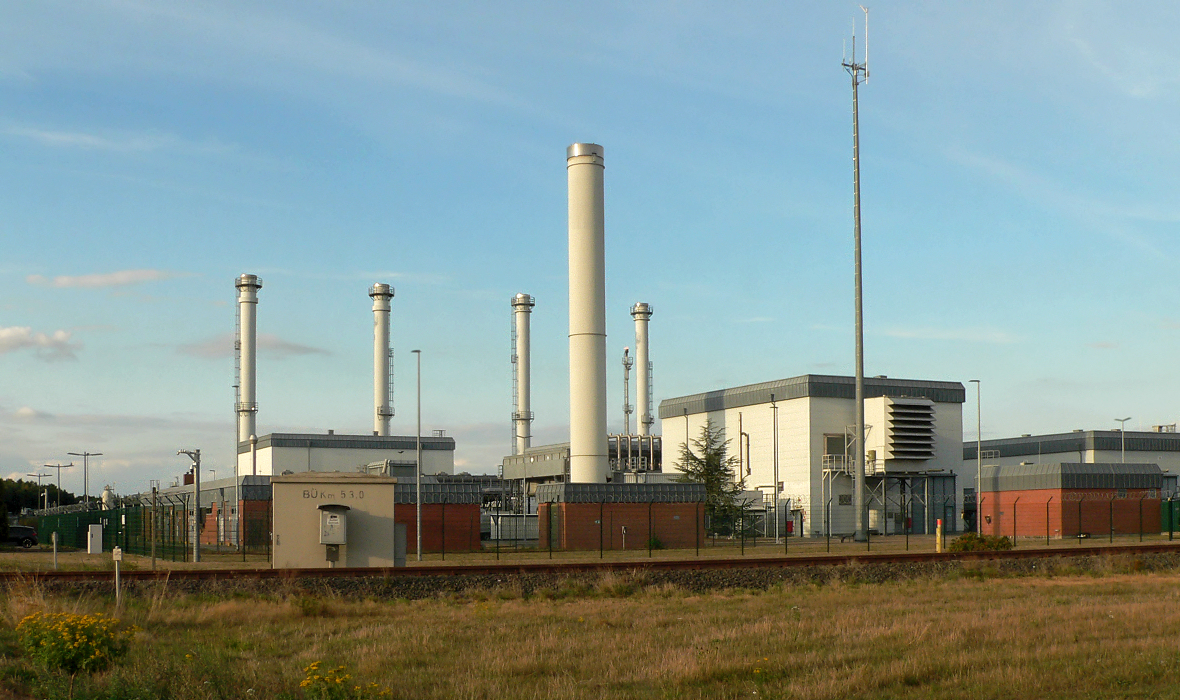
Aardgasopslag te Rehden (1)
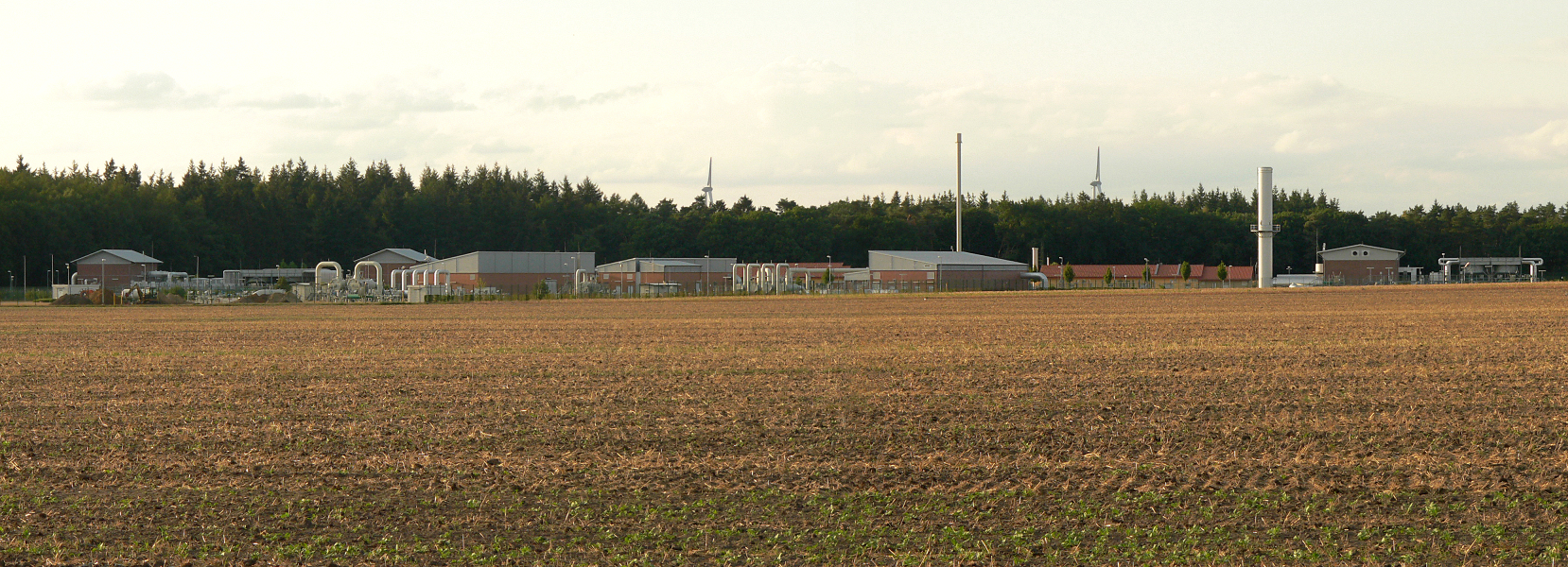
Aardgasopslag te Rehden (2)

De Samtgemeinde Rehden, die in wezen nog een typische, van de landbouw levende, plattelandsgemeente zonder grote industrie is, ligt slechts 5 (Wetschen) tot 15 (Barver) kilometer ten oosten van streekcentrum en buurstad Diepholz. Veel inwoners van de gemeente zijn forensen, die in Diepholz hun studie of werkkring hebben. 
De firma WINGAS uit Kassel, eigendom van het Russische Gazprom, had tot medio 2022 te Rehden de beschikking over  met een capaciteit van 3,9 km3 één van de grootste ondergrondse gasopslagfaciliteiten van geheel Duitsland. Rehden is het eindpunt van de NEL-pijplijn. Na de Russische invasie van Oekraïne in 2022 werd het in de ogen van de Duitse overheid onwenselijk, dat de invloed van de Russische president Vladimir Poetin, die, evenals de Russische overheid, belangen in Gazprom bezit, zich tot de Duitse gasvoorziening zou uitstrekken. Daarop heeft de Duitse overheid de dochteronderneming Astora van WINGAS onteigend, en de gasopslag aan de Russische invloedssfeer onttrokken. Andere organisaties, o.a. Trading Hub Europe GmbH te Ratingen, zorgen er sindsdien voor, dat voldoende aardgas in de opslag aanwezig is. 
Aan de B 214 te Rehden ligt een tamelijk groot bedrijventerrein, waar afgezien van een door heel Duitsland rijdend vrachtwagenbedrijf alleen ondernemingen van regionaal belang gevestigd zijn. De oostelijke helft van de gemeente zelf biedt enig natuurschoon; dit is ook in de omgeving te vinden ( Naturpark Wildeshausener Geest, 25 km noordwaarts; het Dümmermeer 20 km zuidwestwaarts). Er is echter binnen de gemeente geen sprake van toerisme van betekenis.

### Wegverkeer
De gemeente ligt direct aan de Bundesstraße 214, die van Diepholz naar Nienburg/Weser en verder richting Celle leidt. Te Rehden takt hier de Bundesstraße 239 zuidoostwaarts naar Wagenfeld, Rahden en verder zuidwaarts naar Herford af.

### Openbaar vervoer
Door de gemeente loopt een alleen voor goederenvervoer gebruikte spoorlijn. Er is, afgezien van een scholierenbusdienst naar Diepholz v.v., geen openbaar vervoer van, naar of binnen de gemeente. Men is vanaf Diepholz (dat wel goed per trein bereikbaar is) op de fiets of op taxivervoer aangewezen.

## Geschiedenis
Alle dorpen in de Samtgemeinde bestaan al sinds de 13e eeuw en worden in documenten van de Abdij Corvey vermeld. Met name de 18e eeuw was voor Wetschen rampzalig; dit dorp werd diverse malen door grote branden en dodelijke epidemieën geteisterd.  In de Tweede Wereldoorlog was er in Rehden een Muna (munitiedepot) van de Wehrmacht, dat na 1955 nog enige decennia door de Bundeswehr gebruikt is. Deze installatie is afgebroken en heeft plaats gemaakt voor een industrieterrein.

## Natuurschoon, bezienswaardigheden
- In de gemeente ligt het grootste deel van de op één plek 77 m hoge, 8 km lange, noord-zuid verlopende,  heuvelrug Kellenberg, een in de Saale-ijstijd ontstane stuwwal. De heuvelrug is deels bebost en leent zich voor wandelingen en fietstochten.
- Daarnaast liggen in de gemeente enige natuurreservaten, met name het 1.760 ha grote Rehdener Geestmoor en enige kleinere hoogveengebieden met beperkte wandelmogelijkheden.

## Afbeeldingen

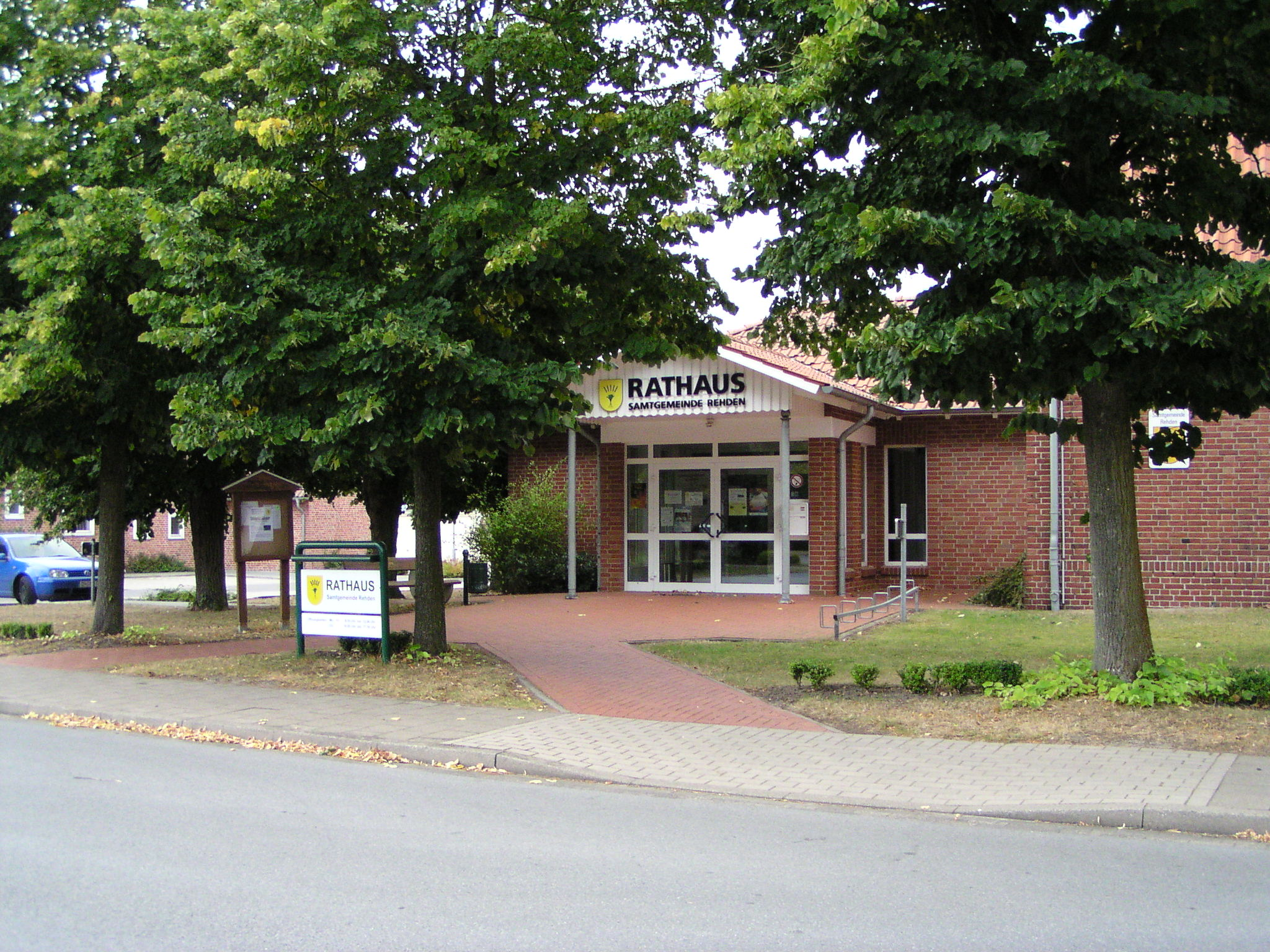
Gemeentehuis
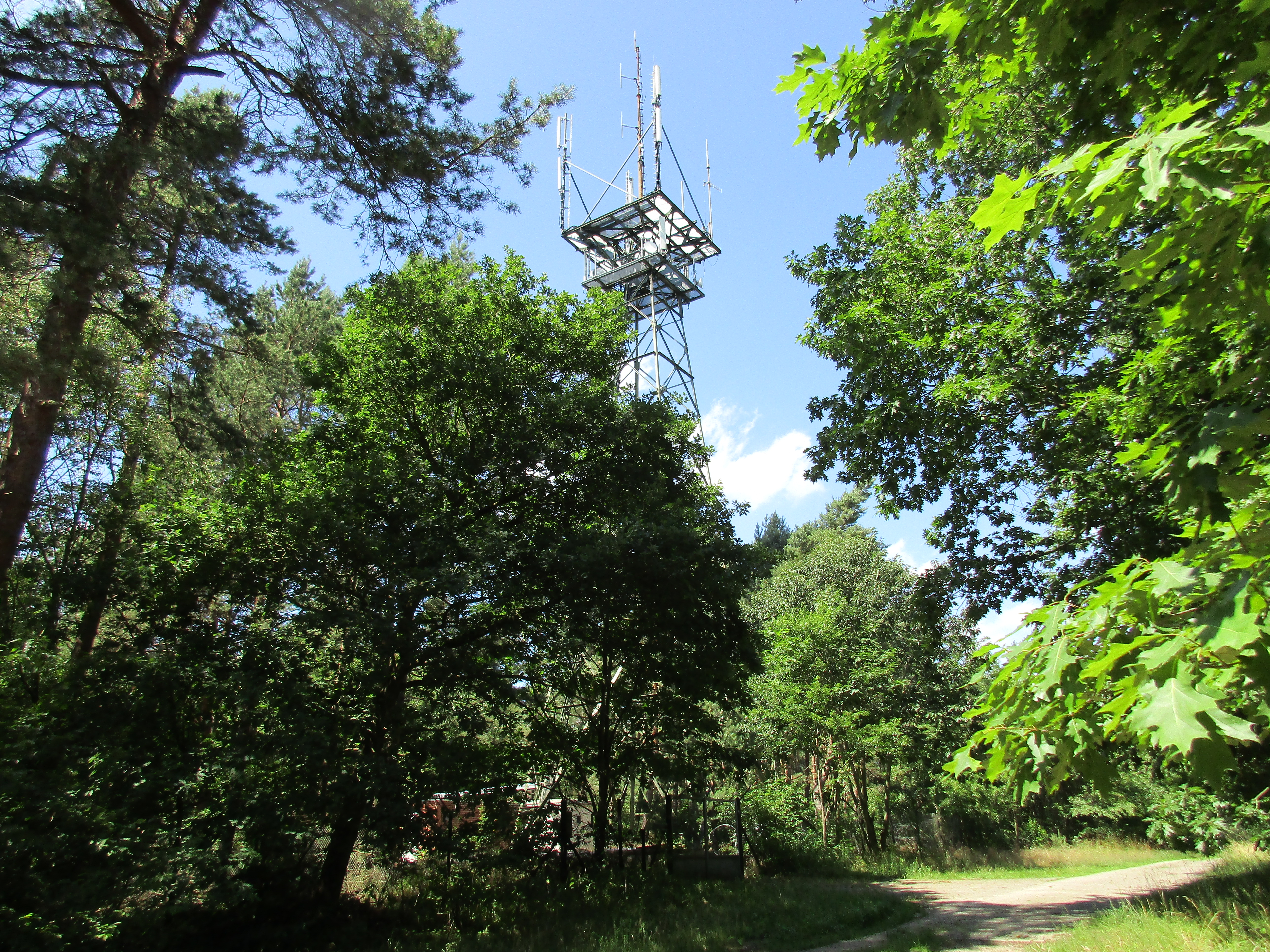
De Kellenberg met zendmast
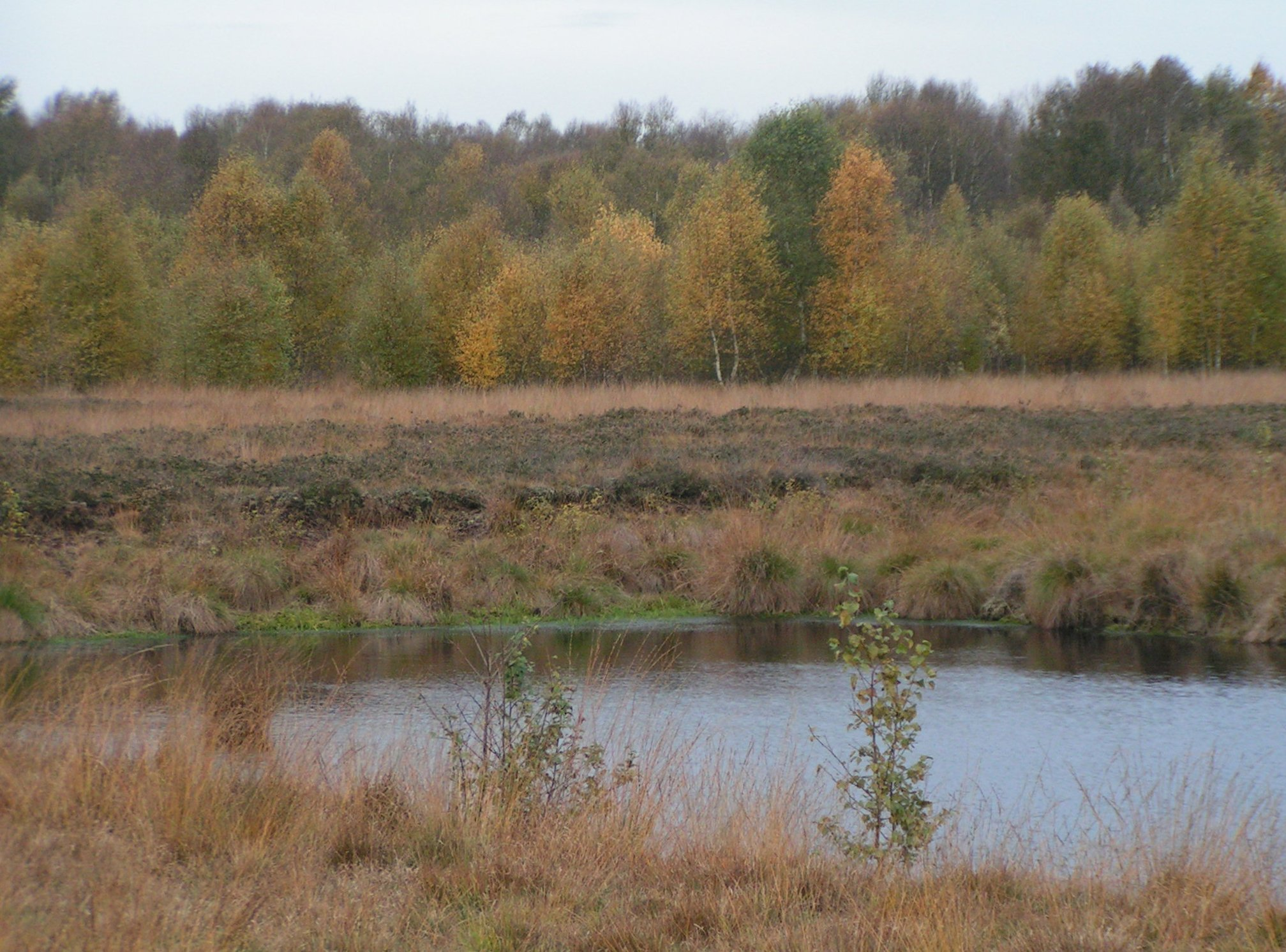
Hoogveenreservaat Rehdener Geestmoor
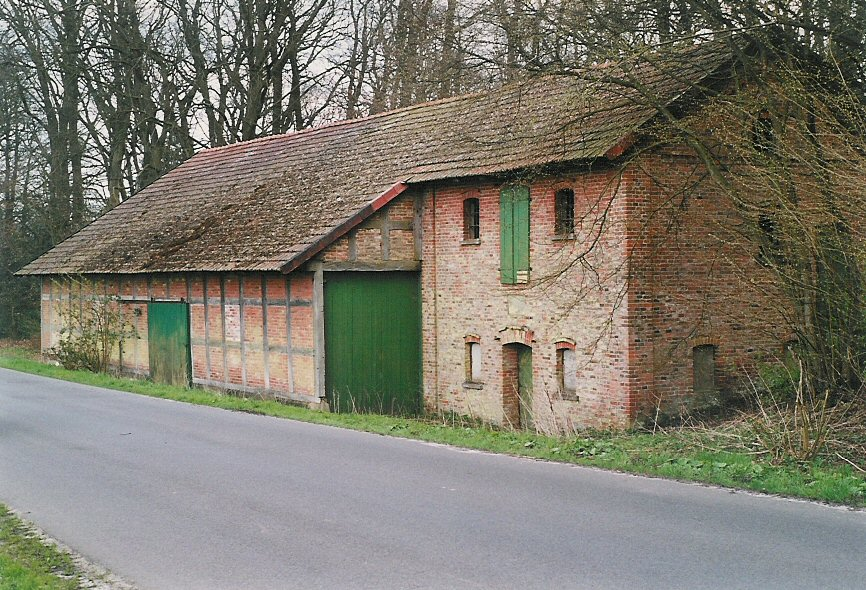
Watermolen van Hemsloh
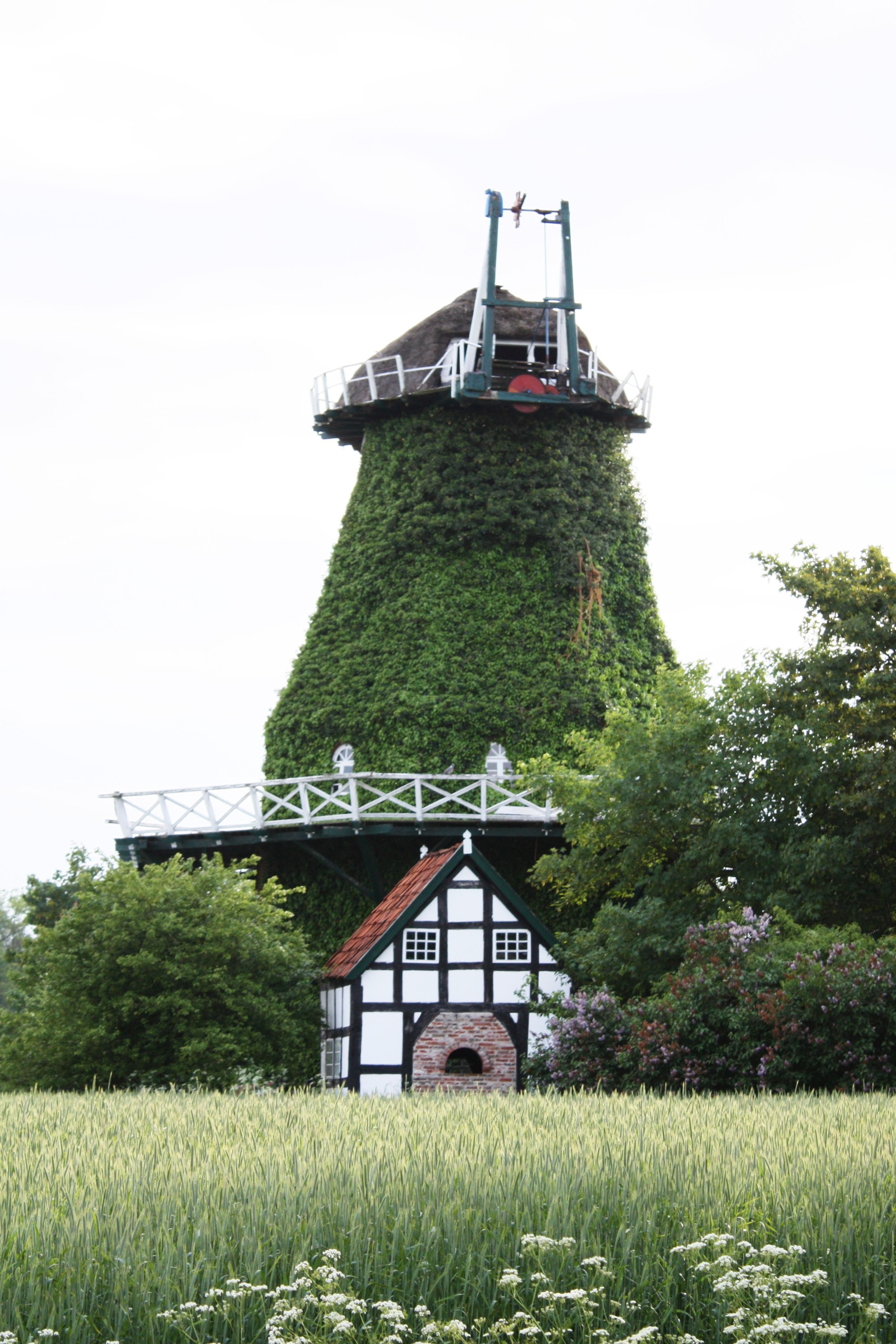
Barver, oude molen
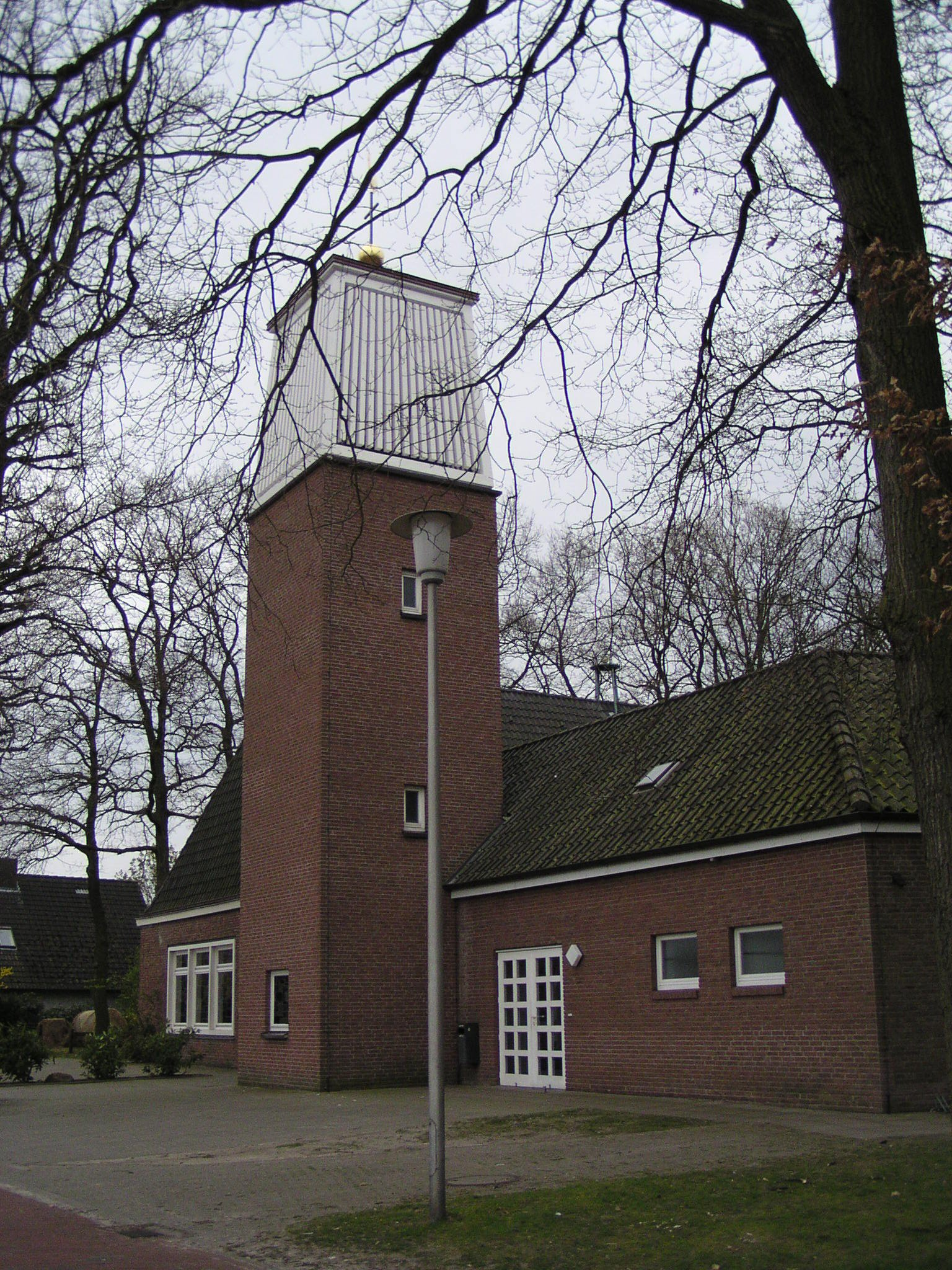
Kerk in Wetschen

## Partnergemeentes
- Lezay, Frankrijk (sinds 1973; uitgaande van deelgemeente Barver)
- Tsjechowo, Russisch: Чехово, voor 1945: Uderwangen, een dorp in het voormalige Oost-Pruisen, nabij Kaliningrad, Rusland; (uitgaande van deelgemeente Dickel)